# OBI
OBI Group Holding er en tysk byggemarkedskæde med hovedsæde i Wermelskirchen, Tyskland.
| Tyskland | Spire Denne artikel om et firma eller en virksomhed i Tyskland er en spire som bør udbygges. Du er velkommen til at hjælpe Wikipedia ved at udvide den. |